# خيسوس منديز
خيسوس منديز (بالإسبانية: Jesús Méndez) (1 أغسطس 1984 في الأرجنتين - ) هو لاعب كرة قدم أرجنتيني في مركز الوسط. شارك مع منتخب الأرجنتين لكرة القدم. أما مع النوادي، فقد لعب مع أوليمبو وإنديبندينتي وبوكا جونيورز وروزاريو سنترال وريفر بليت ونادي برشلونة ونادي سانت غالن.

## مسيرته الكروية
لعب خيسوس منديز خلال مسيرته الاحترافية مع 8 أندية في أربعة وعشرون موسمًا وسجل خلالها 18 هدفًا ضمن 328 مباراة. ولم يفز بأي موسم بالكأس أو بالدوري.
خاض خيسوس منديز مسيرته مع نادي ريفر بليت في موسم 2004–05 واستمر معه طيلة ثلاثة مواسم، مشاركًا في 17 مباراة ولم يسجل أي هدف. ثم انتقل إلى نادي أوليمبو في موسم 2005–06 لمدة موسم واحد، حيث شارك في 16 مباراة سجل خلالها هدفين. لينتقل بعدها إلى نادي سانت غالن في موسم 2006–07 ولمدة موسمين، مشاركًا في 29 مباراة ولم يسجل أي هدف. ثم انتقل إلى نادي روزاريو سنترال في موسم 2007–08 في المرة الأولى واستمر معه طيلة ثلاثة مواسم ثم في موسم 2010–11 ليلعب معه أربعة مواسم، مشاركًا طوالها في 143 مباراة سجل خلالها 11 هدفًا. هذا وانتقل لاحقًا إلى نادي بوكا جونيورز في موسم 2009–10 واستمر معه طيلة ثلاثة مواسم، مشاركًا في 36 مباراة ولم يسجل أي هدف. ثم انتقل بعدها إلى نادي إنديبندينتي في موسم 2014 ليلعب معه أربعة مواسم، مشاركًا في 45 مباراة سجل خلالها هدفين. ليعود وينتقل من جديد، لكن هذه المرة إلى نادي تولوكا في موسم 2016–17 ولمدة موسمين، مشاركًا في 35 مباراة سجل خلالها 3 أهداف. لينتقل بعدها إلى نادي فيليز سارسفيلد في موسم 2017–18 ولمدة موسمين، مشاركًا في 7 مباريات ولم يسجل أي هدف.

## وصلات خارجية
- خيسوس منديز على موقع قاعدة بيانات كرة القدم.إي يو (الإنجليزية)
- خيسوس منديز على موقع ناشيونال فوتبول تيمز (الإنجليزية)
- خيسوس منديز على موقع Soccerway.com (الإنجليزية)
- خيسوس منديز على موقع عالم كرة القدم.نت (الإنجليزية)
- خيسوس منديز على موقع AS.com (الإسبانية)